# Synaldis maxima
Synaldis maxima är en stekelart som beskrevs av Fischer 1962. Synaldis maxima ingår i släktet Synaldis och familjen bracksteklar. Inga underarter finns listade i Catalogue of Life.